# Paul Hawkins (homme politique)
Paul Lancelot Hawkins (7 août 1912 - 29 décembre 2002) est un homme politique du Parti conservateur britannique.

## Biographie
Hawkins fait ses études au Cheltenham College et sert dans le Royal Norfolk Regiment de l'armée territoriale de 1933 à 1945. Il est commissaire-priseur de bétail et arpenteur agréé, et est conseiller au conseil du comté de Norfolk.
Hawkins est député de South West Norfolk de 1964 à 1987, date à laquelle il prend sa retraite. Le futur ministre Gillian Shephard est son successeur. Il est un whip du gouvernement sous Edward Heath (1970–1974), whip adjoint (1970–1971), Lords du Trésor (1971–1973) et Vice-chambellan de la Maison (1973–1974). Il est fait chevalier en 1982.